# Osarsiph
Osarsiph (/ˈoʊzərˌsɪf/) ou Osarseph ( /ˈoʊzərˌsɛf/) ou Hosarsiph est un personnage légendaire de l'Égypte antique qui est généralement assimilé au prophète Moïse. Son histoire a été relatée par l'historien Manéthon de Sebennytos — de l'Égypte ptolémaïque —, trois cents ans avant notre ère, dans son Ægyptiaca; l'œuvre de Manéthon a été perdue, mais l'historien juif Flavius Josèphe, du Ier siècle, la cite abondamment.
Manéthon relate l'histoire d'un prêtre d’Héliopolis nommé Osarsiph, qui prit le nom de Moïse, et qui s’enfuit avec des lépreux.

## Légende
Un jour, le pharaon Aménophis décréta qu’il souhaitait voir les dieux de ses propres yeux. Il fit venir l’un des sages de son royaume et lui demanda comment faire. Le sage lui répondit qu’il n’y parviendrait que s’il purifiait l’Égypte des lépreux et autres impurs. Le monarque suit le conseil du sage : il fit rassembler tous les infirmes et les malades et il les condamna aux travaux forcés dans les carrières de pierre de l’est du Nil, les isolant du reste de la population. Un peu plus tard, il les installa dans la ville déserte d’Avaris,. Le prêtre Osarsiph a négocié avec le pharaon, ayant permis aux lépreux de s'installer avec Osarsiph à Avaris. À leur arrivée sur place, les personnes condamnées aux travaux forcés se choisirent pour chef Osarsiph et lui jurèrent une obéissance absolue. Le prêtre leur imposa une série de règles contraires à la loi égyptienne,. L'un des commandements d'Osarsiph est de ne pas adorer les divinités égyptiennes. La loi prohibait la communication avec d'autres populations. Toutefois, il envoya des émissaires auprès d’une tribu de pasteurs qui avaient été chassés d’Égypte par les pharaons et qui vivaient alors dans une ville du nom de Jérusalem, et leur proposa de s’allier à lui pour vaincre Amenhotep. Il se fit alors couronner roi des lépreux et des pasteurs, et se rebaptisa Mosé, ou Moïse. Il fortifia la ville d'Avaris puis partit à la conquête de l'Égypte, fit brûler des villes égyptiennes, détruisit les images de divinités et fit manger les animaux sacrés,. Amenhotep se retira en Nubie avec des animaux sacrés d'Égypte. Les lépreux d'origine sémitique dominèrent l'Égypte pendant treize années. Ensuite, le pharaon Amenhotep et son petit-fils Ramsès reconquirent Avaris et chassèrent les lépreux d’Égypte. Osarsiph-Moïse fuit l'Égypte avec le peuple hébreu.

## Interprétation
Cette légende égyptienne préserve une mémoire vague et déplacée de la révolution atonienne dont elle reflète le caractère théoclaste. Mais ce récit montre que « des notions comme le traumatisme, le refoulement et la latence au-delà de leur application à des phénomènes psychiques, peuvent être également appliquées à des phénomènes culturels ». C’est ce que Jan Assmann appelle la « mémoire culturelle » : une dynamique dont les étapes vont du traumatisme au retour en passant par le refoulement. Selon David Bannon, il y aurait donc une trace mnésique cachée dans l’histoire du monothéisme qui remonterait à Akhenaton en dépit de la distance chronologique importante qui le sépare de Moïse ou selon les historico-criticiens, dont Assmann, des prophètes.